# Љубав је вечна
Љубав је вечна (шп. Mañana es para siempre) мексичка је теленовела, продукцијске куће Телевиса, снимана у току 2008. и 2009.
У Србији је приказивана у току 2009. и 2010. на телевизији Пинк.

## Синопсис
Ребека Санчез (под идентитетом Барбара Греко) започиње освету против породице Елизалде предвођена полубратом Гонсала Елизалдеа. У једним од својих првих злочина успева да раздвоји Фернанду, која је млађа кћерка земљопоседника Гонсала Елизалдеа и власника успешне фирме за производњу млека, и Едуарда, сина служавке породице Елизалде. Фернанда и Едуардо су одрасли заједно уједињени невином и верном љубави, без обзира на разлике у њиховим социјалним положајима.
Гонсало живи срећан живот поред своје супруге Монсерат и петоро деце. Артемио Браво осећа према Гонсалу огромну мржњу и његова једина жеља је да уништи живот комплетној породици Елизалде. Како би то остварио користи младу бескрупулозну жену која долази у Гонсалову фирму под идентитетом Барбара Греко. Захваљујући својој интелигенцији она успева да остави добар утисак пред Гонсалом који је убрзо ангажује за личног асистента. Корак по корак, Барбара успева да задобије Гонсалово тотално поверење.
Прве Ребекине жртве су деца Фернанда и Едуардо, које затиче како се кришом од осталих љубе. Својим отровним језиком, Ребека убеђује Монсерат да је Едуардо опасан и да неповољно утиче на њену кћерку, па дечака приморавају да напусти имање и оде у градски интернат. Како их је даљина раздвојила, Едуардо и Фернанда су слали једно другом писма која никада нису дошла у праве руке захваљујући Едуардовој мајци Соледад која сматра да је за њих најбоље да прекину контакте.
Следећи корак у плану Артемија је да претвори Ребеку у Гонсалову жену. Једина препрека за то је Монсерат, Гонсалова тренутна супруга, и Ребека добија задатак да је се отараси. Како би то успела, Ребека подмеће наркотике у соби Монсератине старије кћерке Лилијане. Када Монсерат види наркотике, отпочиње расправу са Лилијаном која покушава да је убеди да су јој направили замку. Међутим, Монсерат, која пати од астме, добија напад гушења и Ребека то користи, искључује јој апарате за доток кисеоника и угуши је јастуком. Сви сматрају да је за Монсератину смрт крива Лилијана и да је то урадила под дејством дрога. Лилијана, сазнањем да јој је мајка умрла постаје очајна и породица је одводи на психијатријску клинику. Након тога Ребека успева да се венча са Гонсалом и постаје члан управљачког одбора његове компаније.
Соледад је једина која зна до које мере може да дође Ребекина злоба, али одлучује да ћути. Живи у паклу током свих година одсуства свог сина Едуарда страхујући од тога да Ребека не оствари своју претњу и убије га. Године пролазе и Едуардо се након студија враћа у родно место где налази своју, сада већ стару и болесну, мајку. Она му прича о свим мукама које је проживела током његовог одсуства, а он јој се на самрти куне да ће спровести правду и осветити се свима који су јој уништили живот.
Ребека користи Дамијана, новог саучесника, који заводи и ожени Фернанду. Едуардо, под новим идентитетом као Франко Санторо, постиже да се увуче у фирму породице Елизалде, како би успео да открије и наплати одговорнима за своју несрећу. Фернанда осећа јаку и необјашњиву наклоњеност према њему, и између њих двоје долази до велике љубави која никада није ни престала да постоји. Проблеми настају када Фернанда открије да је Франко заправо Едуардо, њена велика љубав из детињства за кога је мислила да је мртав…

## Ликови
- Едуардо Хуарез (Фернандо Колунга) - Едуардо је у детињству био весело и срећно дете које је осећало велику љубав према две особе, својој мајки и Фернанди. Након што га је Барбара оптужила да жели да заведе Фернанду, Едуардо је послат у интернат далеко од куће. Након година одсуства Едуардо се враћа кући и затиче мајку на самрти и Фернанду у наручју другог мушкарца. Сада под именом Франко Санторо, Едуардо има план да се освети Барбари и поново освоји љубав жене коју воли.
- Фернанда Елизалде (Силвија Наваро) - Љупка, слатка и драга Фернанда живи у уверењу како сви људи имају у себи барем мало доброте. Без икаквих предрасуда Фернанда слепо верује људима. Након што су је одвојили од Едуарда у детињству Фернанда се потајно надала да је он није заборавио. Иако је годинама чекала његово писмо није га добила. Обесхрабрена и жалосна Фернанда је наставила свој живот и одлучила да се уда за Дамијана, новог финансијског директора у породичној фирми. Фернандин живот постаје компликован када у њега уђе загонетни Франко Санторо, односно њен давно изгубљени Едуардо.
- Барбара Греко (Лусеро) - Лепота и интелигенција главно су оружје којим Ребека Санчез заводи и манипулише својим противницима. Детињство које је било испуњено окрутношћу и злостављањем уништило је Ребекину душу. Након много година, према Артемиовој наредби, Ребека постаје Барбара Греко - Дамијанова саучесница и његова десна рука у уништавању породице Елизалде.
- Гонсало Елизалде (Рохелио Гера) - Гонсало је богати земљопоседник и ранчер чија је компанија у пословном свету међу највећим у Мексику. По природи Гонсало је поштен, вредан и искрен човек који верује људима. Управо ова последња карактеристика показаће се кобном, јер ће Гонсало пасти под утицај лепе Барбаре не знајући како је она Дамијаново главно оружје његовог највећег непријатеља.
- Дамијан Гаљардо (Серхио Сендел) - Дамијан је Фернандин вереник и човек који се води искључиво амбицијом. Дамијана и Барбару веже пословно и приватно партнерство. Он ће се према Барбарином наређењу оженити Фернандом и тако је држати под контролом. Дамијан је и Барбарин љубавник што доприноси њиховој бољој сарадњи којој је у циљу уништење породице Елизалде.
- Соледад Круз (Марија Рохо) - Соледад је домаћица породице Елизалде и син Едуардо јој је све на свету. С обзиром да је рано остала удовица она је свој животни циљ пронашла као домаћица и дадиља у породици Елизалде. Када се појави Барбара, Соледад једина прозре њену злу нарав.
- Монсерат Елизалде (Ерика Буенфил) - Монсерат је Гонсалова супруга која има чврста верска уверења и принципе. Конзервативног погледа на живот Монсерат своја уверења жели да пренесе на децу, али није задовољна чињеницом да њена деца воле своју дадиљу и домаћицу Соледад. Барбара брзо задобије Монсератино поверење, због којег ће на крају свој живот завршити кобно.
- Лилијана Елизалде (Доминика Палета) - Лилијана је искрена девојка доброг срца која презире лицемерје. Лилијана обожава Соледад и Едуарда и увек се заузима за своју млађу сестру Фернанду. Њен живот се распадне када је Барбара оптужи за мајчино убиство, а њен отац Гонсало у то слепо поверује и пошаље је у лудницу.

## Улоге
| Глумац:             | Улога:                                   |
| ------------------- | ---------------------------------------- |
| Лусеро              | Барбара Греко Ребека Санчез              |
| Фернандо Колунга    | Едуардо Хуарез Франко Санторо            |
| Силвија Наваро      | Фернанда Елизалде Ривера                 |
| Серхио Сендел       | Дамијан Гаљардо                          |
| Рохелио Гера        | Дон Гонсало Елизалде Артемио Браво       |
| Доминика Палета     | Лилијана Елизалде Ривера                 |
| Гиљермо Капетиљо    | Анибал Елизалде Ривера Херонимо Елизалде |
| Роберто Палазуелос  | Камило Елизалде Ривера                   |
| Карлос де ла Мота   | Сантијаго Елизалде Ривера                |
| Арлет Теран         | Присила Алвеар Елизалде                  |
| Марисол дел Олмо    | Ерика Асторга                            |
| Аријадне Дијаз      | Аурора Санчез Браво Елизалде             |
| Марио Иван Мартинез | Стив Нортон                              |
| Алехандро Руиз      | Хасинто Кордеро                          |
| Дасија Аркараз      | Маргарита Кампиљо                        |
| Алеида Нуњез        | Гарденија Кампиљо                        |
| Клаудија Ортега     | Флор Кампиљо                             |
| Мануела Имаз        | Наташа Беза                              |
| Луис Бајардо        | Сиро Палафокс                            |
| Хаиме Гарза         | Силвестре Тиноко                         |
| Тања Васкез         | Венус Гарсија Ловли Нортон               |
| Маријана Риос       | Мартина Тиноко                           |
| Ерика Буенфил       | Монсерат Ривера де Елизалде              |
| Марија Рохо         | Соледад Круз                             |